# Nøkkelholmane
Nøkkelholmane är en ö i Antarktis. Den ligger i den norra delen av kontinenten. Norge gör anspråk på området.